# Phyllonorycter montanella
Phyllonorycter montanella là một loài bướm đêm thuộc họ Gracillariidae. Nó được tìm thấy ở Pakistan.
Ấu trùng ăn Lonicera quinquelocularis. Chúng ăn lá nơi chúng làm tổ.